# Micrairoideae
Micrairoideae, potporodica trava. Podijeljena je na tri tribusa sa ukupno 10 rodova.
Soreng et al. (2015b) podijelili su potporodicu Micrairoideae na 4 tribusa Micraireae, Eriachneae, Isachneae, i Hubbardieae dok Kellogg (2015) nije priznao nijedno podpleme ispod ranga potporodice, ali je sugerirao, „ako ih treba priznati, onda Micraireae uključuju samo Micrairu, Eriachneae uključuju Eriachne i Pheidochloa, a Isachneae uključuju ostalo. Nove filogenije plastoma svrstavaju rodove Hubbardia i Limnopoa unutar tribusa Isachneae (Teisher, 2016.; Duvall et al., 2017.; Teisher et al., U tisku) i Pheidochloa koji se smatra sinonimom za Eriachne (Teisher, 2016.; Teisher et al., U tisku). 
Trenutna klasifikacija uključuje ove promjene, priznajući nepromijenjene Micraireae i Eriachneae, obje monotipske, i proširene Isachneae koje sadrže Isachne, Coelachne, Heteranthoecia, Sphaerocaryum i Hubbardia.

## Tribusi
1. Tribus Micraireae Pilg.
  1. Micraira F. Muell. (15 spp.)
  2. Zenkeria Trin. (5 spp.)
2. Tribus Eriachneae (Ohwi) Eck-Borsb.
  1. Eriachne R. Br. (50 spp.)
  2. Pheidochloa S. T. Blake (2 spp.)
3. Tribus Isachneae Benth.
  1. Coelachne R. Br. (13 spp.)
  2. Heteranthoecia Stapf (1 sp.)
  3. Hubbardia Bor (2 spp.)
  4. Isachne R. Br. (107 spp.)
  5. Limnopoa C. E. Hubb. (1 sp.)
  6. Sphaerocaryum Hook. fil. (1 sp.)